# Myurium hochstetteri
Myurium hochstetteri är en bladmossart som beskrevs av Kindberg 1900. Myurium hochstetteri ingår i släktet Myurium och familjen Myuriaceae. Inga underarter finns listade i Catalogue of Life.